# 尼古拉耶夫造船厂
黑海造船厂（羅馬化：Chornomorskyi sudnobudnivnyi zavod）是一家位于乌克兰尼古拉耶夫州尼古拉耶夫南部的造船企业，成立于1895年，是苏联海军最主要的造船厂，曾是欧洲最大的造船企业之一，先后建造了9艘航空母舰。

## 历史
黑海造船厂建造了所有红海军、俄罗斯海军的航空母舰，包括两艘莫斯科级直升机航空母舰（莫斯科号、列宁格勒号）、四艘基辅级航空母舰（基辅号、明斯克号、新罗西斯克号、戈尔什科夫号（原名巴库号，后转给印度更名为维克拉玛蒂亚号））、库兹涅佐夫号航空母舰等，除此之外还有瓦良格号导弹巡洋舰等。在此建造但未完成的有瓦良格号航空母舰（后由大连造船厂续建，现为中国人民解放军海军辽宁舰）、乌里扬诺夫斯克号航空母舰等。
苏联解体后，由于乌克兰经济不景气、缺少订单等原因，黑海造船厂被分成总装厂、造机、鱼船、铸锻等四个独立部分，尽管有乌克兰政府的免税政策扶持，依然日渐衰落。自2014年底起，黑海造船厂曾一度拖欠职工数年工资，一周只上两天班，乌克兰政府曾考虑出售乌克兰号导弹巡洋舰以清偿职工工资。
据乌克兰媒体报道，黑海造船厂已于2018年7月3日被当地经济法院宣布破产。
2021年，圣彼得堡市法院维持原判，以叛国罪判处原黑海造船厂总设计师和局长维克多·普罗佐罗夫（Виктор Прозоров）14年徒刑和20万卢布罚款，据报道普罗佐罗夫向中国情报机构提供了有关欧洲野牛级气垫登陆艇的情报。